# اریکو مالاتستا
اریکو مالاتستا (به انگلیسی: Errico Malatesta) (۱۴ دسامبر ۱۸۵۳ – ۲۲ ژوئیه ۱۹۳۲) یک انارکو کمونیست ایتالیایی بود. او ابتدای زندگی‌اش یک آنارشیست شورشی بود. او بیشتر زندگی‌اش را در تبعید از کشورش ایتالیا به سر برد و روی هم بیش از ده سال را در زندان سپری کرد وی چند روزنامهٔ رادیکال را نوشت و منتشر کرد و همچنین از دوستان میخائیل باکونین بود.

## زندگی
مالاتستا در سانتا ماریا کاپوا وتر در ایالتی در کاسرتا (جنوب ایتالیا) به دنیا آمد. وقتی او به سبب نوشتن نامه‌ای به شاه، ویکتور امانوئل دوم، دستگیر شد که در آن از بی‌عدالتی‌های محلی شکایت کرده بود، اولین بازداشت طولانی مدت‌اش بود و فقط چهارده سال داشت.
هنگامی که در حال تحصیل در رشتهٔ پزشکی در دانشگاه ناپلس بود، با جمهوری‌خواهی مازانیان آشنا شد؛ اما در سال ۱۸۷۸ به دلیل شرکت در تظاهرات از دانشگاه اخراج شد؛ تا حدی به دلیل اشتیاق به کمون پاریس و تا حدی به سبب دوستی با کارملو پالادینو، به شعبهٔ ناپل انجمن بین‌الملل پیوست و در همان سال هم به صورت خودآموز تعمیر ماشین آلات و برق‌کاری آموخت.
در سال ۱۸۷۲ با میخائیل باکونین ملاقات کرد و همراه با او در کنگره بین‌الملل سنت آیمر شرکت کرد. مالاتستا، چهار سال بعد، به گسترش تبلیغات انترناسیونالیست در ایتالیا کمک کرد؛ او دو بار به دلیل همین فعالیت‌ها دستگیر شد.
در آوریل ۱۸۷۷، مالاتستا، کارلو کافیرو، جزء حلقهٔ Russian Stepniak (حلقه‌ای در قرن ۱۹ در روسیه بود که سرگی میخائیلویچ کراوچینسکی، رئیس پلیس مخفی روسیه را در سال ۱۸۷۸ با خنجر کشت)، و حدود سی نفر دیگر، شورشی را در ایالت بنونتو آغاز کردند، و روستاهای لتینو و گالو را بدون درگیری گرفتند. انقلابیون اسناد مالیاتی را سوزاندند و پایان حکومت پادشاهی را اعلان کردند و مورد استقبال قرار گرفتند. حتی یک کشیش محلی حمایت خود را اعلام کرد. اما پس از ترک گالو توسط سربازان حکومتی دستگیر شدند، و بعد از شانزده ماه حبس تبرئه شدند. بعد از تعدادی حمله تروریستی به خانوادهٔ سلطنتی و حامیانش، افراد رادیکال تحت نظارت مداوم پلیس قرار گرفتند. حتی با وجود اینکه آنارشیست‌ها ادعا می‌کردند با این حملات بستگی ندارند، مالاتستا، که حامی انقلاب اجتماعی بود هم تحت این نظارت‌ها قرار گرفت. پس از بازگشت به ناپل، او مجبور شد کلا ایتالیا را ترک کند، به دلیل این شرایط، دورهٔ تبعید طولانی او شروع شد.
او مدت کوتاهی به مصر رفت و دوستان ایتالیایی‌اش را ملاقات کرد اما خیلی زود توسط کنسولگری ایتالیا از آنجا تبعید شد. هنگام سفرش، و پس از کار بر روی یک کشتی فرانسوی و جلوگیری از ورودش به سوریه، ترکیه، و ایتالیا، در شهر مارسی پیاده شد و از آنجا به ژنو در سوییس و سپس به برخی از محافل آنارشیستی آنجا راه یافت. در آنجا با الیزه رکلو و پیتر کروپتکین به انتشار نشریه وی La Révolte کمک کرد. اگر چه او بسیار زود از سوییس هم اخراج شد و در سال ۱۸۸۰، پس از عبور از رومانی، پاریس، و بلژیک به لندن سفر کرد.
مالاتستا در لندن به عنوان بستنی فروش و مکانیک کار می‌کرد و در سال ۱۸۸۱ در کنگرهٔ بین‌الملل شرکت کرد، که از آن بین‌الملل آنارشیست به وجود آمد. او در سال ۱۸۸۲ به مصر رفت تا علیه مستعمره‌های انگلیسی مبارزه کند، سپس یک سال بعد مخفیانه به ایتالیا بازگشت. در فلورانس او هفته نامهٔ آنارشیستی مسئلهٔ اجتماعی را تأسیس کرد، که در آن محبوبترین جزوه‌اش در میان کشاورزان برای نخستین بار منتشر شد. مالاتستا در ۱۸۸۴ به ناپل بازگشت، درحالی که انتظار داشت سه سال را در زندان سپری کند - تا از قربانیان بیماری همه‌گیر وبا پرستاری کند - بار دیگر، او برای گریز از زندان از ایتالیا فرار کرد و به آمریکای جنوبی رفت. او از سال ۱۸۸۵ در بوینس آیرس زندگی کرد در آنجا او انتشار مسئلهٔ اجتماعی را از سر گرفت، و در تأسیس اولین اتحادیهٔ کارگران مبارز در آرژانتین، اتحادیهٔ نانواها شرکت جست، و در آنجا تأثیر آنارشیستی‌ای را در جنبش کارگری برای سال‌های بعد برجا گذاشت.
با بازگشتش به اروپا در سال ۱۸۸۹، او روزنامه‌ای با نام L'Associazione در شهر نیس (شهری در جنوب فرانسه) منتشر کرد، تا هنگامی که ناچار شد به سرعت به لندن بگریزد. برای هشت سال بعد هم مالاتستا در لندن مستقر بود، اما سفرهای مخفی‌ای به فرانسه، سوییس، و ایتالیا داشت و همراه با تیردا دل مارمول به کنفرانسی در اسپانیا رفت. در طول این مدت او برخی از رساله‌های پراهمیت‌اش، مانند L'Anarchia را نوشت. پس از آن در سال ۱۹۰۷ مالاتستا در کنگرهٔ انترناسیونال آنارشیست آمستردام شرکت کرد، در آنجا مباحثهٔ منحصر به فردی با پیر مونات دربارهٔ آنارشیسم و سندیکالیسم ارائه داد. مونات می‌آموزاند که سندیکالیسم انقلابی است و شرایط انقلاب اجتماعی را ایجاد می‌کند، در حالی که مالاتستا چنین بیان کرد که سندیکالیسم به تنهایی کافی نیست. او معتقد بود که اتحادیه‌های صنفی اصلاح طلب‌اند، و حتی گاهی ممکن است محافظه‌کار باشند. وی همراه با کریستین کرنلیسون، اتحادیه‌های کارگری آمریکا را به عنوان نمونه‌ای ذکر کرد که اتحادیه‌های شامل کارگران متخصص گاهی برای دفاع موقعیت نسبتاً برتر خود با کارگران ساده مخالفت می‌کنند. مالاتستا در سال ۱۹۱۲، در دادگاه پلیسی خیابان بو به جرم توهین و افترا حاضر شد که به سه ماه حبس و توصیه به تبعید از کشور خاتمه یافت. این حکم در پی کمپین مطبوعات رادیکال و تظاهرات سازمان‌های کارگری لغو شد.

## سال‌های پایانی
مالاتستا بعد از جنگ جهانی اول، عاقبت برای آخرین بار به ایتالیا بازگشت. دو سال بعد از بازگشت وی در سال ۱۹۲۱، حکومت ایتالیا دوباره او را به زندان انداخت، با این حال وی دو ماه قبل از به قدرت رسیدن فاشیست‌ها از زندان آزاد شد. از سال ۱۹۲۴ تا ۱۹۲۶، هنگامی که بنیتو موسولینی تمامی مطبوعات را فرونشاند، مالاتستا مجلهٔ پنسیلو وولونتا را منتشر کرد. اگر چه وی مورد آزار قرار گرفت و مجله تحت سانسور حکومت قرار داشت. وی سال‌های باقی عمرش را نسبتاً آرام گذراند و به عنوان یک برقکار زندگی می‌گذراند. بعد از سال‌ها رنج از سیستم تنفسی ضعیف و حملات برونشیتی متوالی، دچار ذات‌الریهٔ برونشیتی شد و بعد از چند هفته و با وجود اینکه ۱۵۰۰ لیتر اکسیژن در چند ساعت به او داده شد، در جمعه بیست و دوم ژوئیه ۱۹۳۲ از همان بیماری درگذشت.